# Boko Haram
Ne doit pas être confondu avec Boko Haram (film).
Le Groupe sunnite pour la prédication et le djihad (arabe : جماعة اهل السنة للدعوة والجهاد, « Jama'atu Ahlis Sunna Lidda'Awati Wal-Jihad »), plus connu sous le surnom de Boko Haram (بوكو حرام), est un mouvement insurrectionnel et terroriste d'idéologie salafiste djihadiste. Formé en 2002 à Maiduguri par le prédicateur Mohamed Yusuf, le groupe est à l'origine une secte qui prône un islam « radical et rigoriste », hostile à toute influence occidentale. En 2009, Boko Haram lance une insurrection armée dans laquelle Mohamed Yusuf trouve la mort. En 2010, Abubakar Shekau prend la tête du mouvement, qui devient un groupe armé et se rapproche des thèses djihadistes d'Al-Qaïda, puis de l'État islamique.
Le 7 mars 2015, Boko Haram prête allégeance à l'État islamique, que ce dernier reconnaît officiellement cinq jours plus tard. Le groupe prend alors le nom d'État islamique en Afrique de l'Ouest ou de Province d'Afrique de l'Ouest de l'État islamique. Mais en août 2016, il se scinde en deux : Abubakar Shekau est écarté par l'État islamique pour « extrémisme » et est remplacé par Abou Mosab al-Barnaoui (Habib Yusuf), le fils aîné du fondateur du mouvement. Opposé à cette décision, Shekau prend alors la tête d'une faction qui réadopte son ancien nom de « Groupe sunnite pour la prédication et le djihad », tout en maintenant son allégeance à l'État islamique. Des combats finissent cependant par éclater entre les deux factions et Shekau est tué par les hommes de Barnaoui en 2021.
Le mouvement est à l'origine de nombreux massacres, attentats et enlèvements de masse à l'encontre de populations civiles de toutes confessions, au Nigeria mais aussi au Cameroun, au Niger et au Tchad. Il est responsable de crimes de guerre, de crimes contre l'humanité et est classé comme organisation terroriste par le Conseil de sécurité des Nations unies le 22 mai 2014.

## Fondation et contexte

Premier logo

Le 7 avril 2014, le Nigeria devient officiellement la première puissance économique d'Afrique. Il est le premier exportateur de gaz et de pétrole sur le continent, grâce à ses réserves dans le delta du Niger. Cependant le PIB par habitant demeure faible et le Nigeria reste un pays en développement, gangrené par la corruption,,. En 2016, Vincent Foucher, chercheur à l'International Crisis Group, déclare : « Dans ce pays, l'État est à la fois très puissant et intermittent. Il est brutal, corrompu et décevant pour beaucoup de Nigérians. [...] Les forces de l'ordre ont un droit à l’abus que j’ai rarement constaté ailleurs. Il existe une habitude de l'impunité dans l'histoire du pays ». En 2016, un sondage de la fondation Afrobaromètre montre que seulement 21 % des Nigérians ont confiance en leur police, soit le taux le plus faible d'Afrique.
Au Nigeria, État fédéral, les inégalités entre le nord, majoritairement musulman, et le sud, majoritairement chrétien, se creusent au début des années 2000, sous le mandat d'Olusegun Obasanjo. Les 12 États du nord sont les moins développés du pays et l'État de Borno est le plus pauvre de tous ; les trois quarts de la population y vivent sous le seuil de pauvreté, 98 % des enfants de moins de quinze mois ne sont pas vaccinés, 83 % des jeunes sont illettrés et 48,5 % des enfants ne sont pas scolarisés.
En 2000, la charia est instaurée dans les États musulmans du nord, cependant elle s'avère moins religieuse que politique. Selon le journaliste Alain Vicky : « les cercles politico-militaires du Nord en font surtout un instrument de pression dans leur bras de fer avec le pouvoir central ». La Zakât, un des cinq piliers de l'islam, n'est même pas appliquée.
Surnommé le « Pakistan d'Afrique », le nord-est du Nigeria est parcouru par des dizaines de milliers de prédicateurs itinérants. Dans l'État de Yobe, l'un d'eux, Mohamed Yusuf, commence à se démarquer dans les années 2000. Il fonde en 2002, le mouvement qui va devenir plus connu par son surnom de « Boko Haram ». Ses adeptes sont également surnommés les « talibans ». Yusuf réclame une application stricte de la charia, il rejette la modernité, la démocratie — assimilée à la corruption — et les idées de l'Occident. Il s'oppose aux autres prédicateurs, majoritairement quiétistes, et à Izala, un mouvement salafiste et néohanbaliste. À plusieurs reprises des membres d'Izala ou des confréries soufies Tidjaniyya et Qadiriyya sont assassinés par des adeptes de Boko Haram,,,.
En avril 2003, Boko Haram appuie discrètement, contre un soutien financier, la candidature d'Ali Modo Sheriff (en) — qui promet une application plus stricte de la charia — pour l'élection du nouveau gouverneur de l'État de Borno. Celui-ci élu, il crée un ministère des Affaires religieuses et nomme à sa tête Buju Foi, un membre de Boko Haram. À l'automne 2003 cependant, la police de l'État de Yobe attaque la « cité céleste » de Yusuf à Kannamma. Après quelques attaques, Boko Haram se replie à Maiduguri, dans l'État de Borno. La secte y installe une mosquée et une école et attire les jeunes des quartiers pauvres, ainsi que des étudiants et des fonctionnaires. Selon Alain Vicky, « derrière la religion, un même profond ressentiment anime ces populations qui s'estiment abandonnées par les élites, le pouvoir central et les policiers fédéraux, corrompus et brutaux »,,.
Ali Modo Sheriff ne tient pas ses promesses une fois élu, Mohamed Yusuf l'attaque alors publiquement dans ses sermons. En 2007, Ali Modo Sheriff est réélu gouverneur de l'État de Borno au terme d'une campagne marquée par des assassinats politiques. Mais cette fois-ci Boko Haram a soutenu un autre candidat ; Kashim Ibrahim Imam, membre du Parti démocratique populaire. Ali Modo Sheriff cherche alors à se débarrasser de la secte. En juin 2009, lors de l'enterrement d'un membre de Boko Haram tué par la police, quinze autres fidèles sont assassinés par des policiers qui leur reprochaient de ne pas porter de casques sur leurs motos. Mohamed Yusuf annonce alors sur internet son intention de se venger. Le mois suivant, plusieurs attaques simultanées ont alors lieu dans les États de Bauchi, Borno, Kano et Yobe et le 27 juillet des milliers de partisans de Mohamed Yusuf se soulèvent à Maiduguri,,.

## Idéologie
L'idéologie du mouvement a largement évolué depuis sa création en 2002 par Mohamed Yusuf à Maiduguri, mais son objectif reste l'application de la charia au Nigeria. Selon Elodie Apard, chercheuse à l'Institut français de recherche en Afrique, jusqu'en 2009 le mouvement n’a pas de nom officiel, il est appelé la « Yusufiyya » ce qui signifie « l'idéologie de Yusuf ». En 2010, il prend pour nom officiel Jama'atu Ahlis Sunna Lidda'Awati Wal-Jihad, qui signifie « groupe sunnite pour la prédication et le djihad ». Le nom de Boko Haram, sa dénomination abrégée en haoussa, peut être traduit par « l'éducation occidentale est un péché ». Le mot Boko  désigne un alphabet latin, créé par les autorités coloniales pour transcrire la langue orale haoussa, et désigne par extension l'école laïque. Le mot Haram signifie « interdit » ou « illicite » en arabe et dans le monde musulman,,,. Ce nom aurait été attribué par la population locale et les médias, marqués par le discours de son chef rejetant l'éducation « occidentale ». Ce rejet s'accompagne d'une lecture littérale du Coran, qui fait par exemple dire à Mohamed Yusuf que la Terre est plate, ou que l'eau de pluie ne résulte pas de l'évaporation, puisqu'elle est une création d'Allah. De ce fait, il est régulièrement dénoncé pour son idéologie obscurantiste,,.
Bien que revendiquant à son origine une filiation avec l'islamisme salafiste et les talibans afghans, Boko Haram est fréquemment qualifié de secte. Selon Marc-Antoine Pérouse de Montclos de l'Institut de recherche pour le développement, « le groupe tient à la fois de la secte et du mouvement social. Dès ses débuts, il est sectaire de par son intransigeance religieuse, son culte du chef, ses techniques d’endoctrinement, son intolérance à l’égard des autres musulmans et son fonctionnement en vase clos ». D'après lui, son discours est également très hétérodoxe : « la doctrine de Boko Haram ne correspond pas vraiment au modèle wahhabite : c'est une secte qui endoctrine et a recours à la magie. Certains fidèles de Boko Haram portent des grigris, ce qui ne ressemble pas vraiment à Al-Qaïda ». Selon Mathieu Guidère, professeur à l'Université Toulouse-Jean-Jaurès, Boko Haram fut une secte jusqu'en 2009 avant de devenir un mouvement insurrectionnel islamiste après la mort de son fondateur Mohamed Yusuf,. De même, pour Élodie Apard, en 2010 « le mouvement passe du statut de secte religieuse à celui de groupe armé ».
Selon la BBC, en 2009, l'affiliation du groupe à Al-Qaïda serait sujette à caution, car les deux groupuscules poursuivent des objectifs différents. Cependant, à partir de 2010 et surtout des attentats de l'été 2011, il est possible que Boko Haram ait tissé des liens avec Al-Qaïda au Maghreb islamique (AQMI), ex-groupe salafiste pour la prédication et le combat algérien. En 2012, des hommes de Boko Haram se rendent au Mali, où des membres d'AQMI leur offrent des formations et des entraînements sur le maniement d'armes, d'explosifs et sur les techniques d'attentat ou d'enlèvement . Selon Marc Mémier, chercheur à l'Institut français des relations internationales (IFRI), Boko Haram aurait cherché à prêter allégeance à al-Qaïda à plusieurs reprises, mais ces offres auraient été à chaque fois rejetées par Ayman al-Zawahiri. AQMI et Boko Haram auraient alors partiellement coupé leur relation. En 2014, pour Bertrand Monnet, professeur à l'EDHEC, l'agenda de Boko Haram est « exclusivement nigérian » et « ne prône pas le djihad international », contrairement à sa branche dissidente Ansaru.
Dans une vidéo diffusée le 13 juillet 2014, Abubakar Shekau apporte son soutien à la fois à Abou Bakr al-Baghdadi, calife de l'État islamique, Ayman al-Zaouahiri, émir d'Al-Qaïda et au mollah Omar, chef des talibans. En décembre 2014, Shekau annonce vouloir instaurer « un Sultanat de Dieu », selon Élodie Apard : « c'est la première formulation claire d’une ambition politique visant à la création d’une entité étatique ». Le 5 janvier 2015 Shekau annonce son intention de reconquérir les anciens territoires du califat de Sokoto,. Une dizaine de jours plus tard, dans une nouvelle vidéo, Abubakar Shekau expose sa doctrine idéologique et se réfère à Ibn Taymiyya et Mohammed ben Abdelwahhab. Selon Romain Caillet, chercheur à l'Institut français du Proche-Orient, au regard de cet exposé il apparaît que Boko Haram « n'est donc pas un groupe jihadiste foncièrement différent de ceux du Moyen-Orient ».

## Insurrection de Boko Haram

### Conflit armé de 2009 et mort de Mohamed Yusuf

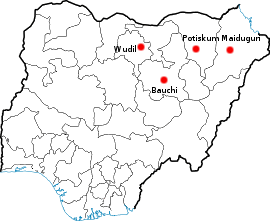
Bauchi, Wudil, Potiskum et Maiduguri, les quatre villes les plus touchées par les combats de 2009.

Le 26 juillet 2009, Boko Haram lance une série d'attaques simultanées dans quatre États du nord du Nigeria (Bauchi, Borno, Yobe et Kano). Les combats les plus violents durent pendant cinq jours à Maiduguri, capitale de l'État de Borno. L'armée mettra quatre jours à venir en aide à la police locale. Le 30 juillet 2009, les forces de sécurité infligent une sérieuse défaite aux fondamentalistes et les chassent de la capitale de l'État de Borno. Le bilan des combats s'élève à plus de 700 morts, dont au moins 300 militants islamistes. Mohamed Yusuf, capturé par l'armée à Maiduguri, est abattu par la police dans des circonstances floues.
Le 14 août 2009, Sanni Umaru, membre de Boko Haram se présentant comme le successeur de Mohamed Yusuf, lance un appel au jihad au Nigeria dans une lettre datée du 9 août.

### Poursuite des attaques
Après l'échec de leur insurrection, d'août 2009 à août 2010, de nombreux membres de Boko Haram prennent la fuite au Niger et au Tchad, la secte reste discrète et se réorganise en secret près de Maiduguri, dans la région de la forêt de Sambisa. En septembre, elle refait surface de façon spectaculaire en prenant d'assaut la prison de Bauchi réussissant à libérer 700 prisonniers dont 150 adeptes.
Après une période de luttes internes pour la succession de Mohamed Yusuf, c'est finalement Abubakar Shekau qui prend la tête de l'organisation. Il apparaît en juillet 2010 dans un enregistrement vidéo dans lequel il se proclame chef de Boko Haram et promet de continuer la lutte armée.
Noël 2010 est l'occasion d'intensifier la lutte contre les chrétiens, attaques, incendies et assassinats ciblés font plusieurs dizaines de morts, notamment un attentat à Jos qui fait à lui seul quatre-vingts victimes.
À partir d'avril 2011, le groupe multiplie les attentats à la bombe contre des églises chrétiennes, des gares, des hôtels, débits de boisson et des bâtiments officiels. Cette année-là, le groupe commet ses premiers attentats-suicides. L'élection présidentielle de mai et la victoire de Goodluck Jonathan sont l'occasion d'autres attentats qui font une dizaine de morts. Le 21 juin, une dizaine d'hommes armés attaque la ville de Kankara, dans l'État de Katsina, incendie un poste de police, libère les détenus et pille une banque, tuant 7 personnes dont 5 policiers.
La volonté affichée du gouvernement à partir de juillet 2011 de négocier avec Boko Haram n'empêche pas celle-ci de poursuivre la lutte armée et de revendiquer l'attentat kamikaze contre la représentation des Nations unies à Abuja le 26 août 2011 au cours duquel 18 personnes trouvent la mort.
En 2012, lors de la guerre du Mali, des hommes de Boko Haram partent combattre dans le nord du Mali au côté du MUJAO, 100 à 200 combattants sont présents à Gao,, peut-être 200 à 300 au total arrivent au Mali où ils sont formés par les djihadistes locaux. En janvier 2013, des hommes de Boko Haram participent à la bataille de Konna contre les Maliens et les Français,,.

### Intensification du conflit à partir de 2013

En noir, expansion maximale de Boko Haram au Nigeria
Situation en février 2015
Situation en avril 2015

En mai 2013, à la suite d'un nombre important d'attaques, l'armée nigériane lance une grande offensive contre les jihadistes. Le président du Nigeria Goodluck Jonathan proclame alors l'état d'urgence dans trois États du nord-est du pays : Borno, Yobe et Adamawa.
L'armée nigériane remporte d'abord quelques succès. Le 9 août 2013, elle affirme avoir fait 1 000 prisonniers et le 12 septembre, elle prend d'assaut un camp de Boko Haram dans la forêt de Kasiya et annonce avoir tué environ 150 insurgés. Mais le groupe djihadiste reprend progressivement l'initiative. Le 20 décembre 2013, les islamistes détruisent le camp militaire de Bama,. Le 14 mars 2014, ils attaquent la caserne de Giwa, à Maiduguri, et délivrent plusieurs centaines de personnes qui y étaient détenues. Cependant selon Amnesty International, de nombreux prisonniers évadés sont rapidement repris par les militaires et plus de 600 d'entre eux sont exécutés sommairement dans divers quartiers de la ville. Le 26 mai, les djihadistes s'emparent de la ville de Buni Yadi.

### Conquêtes de Boko Haram dans l'État de Borno en 2014
En août 2014, Boko Haram passe à l'offensive et commence à conquérir plusieurs villes. Le 6 août, Gwoza est prise sans résistance. Le 21, les islamistes repoussent l'armée nigériane et reprennent Buni Yadi. Le 24, Kerawa et Ashigashiya sont prises,, puis Gamboru Ngala le 25, Bama et Banki le 2 septembre,, Michika le 8 septembre.
Au 12 septembre 2014, les villes de Damboa, Bama, Pulka, Ashigashia, Liman Kara, Kirawa, Gamboru Ngala, Marte, Kirenowa, Buni Yadi et Gulani, sont aux mains de Boko Haram et Maiduguri, capitale de l'État de Borno, est presque encerclée par les forces islamistes. Le lendemain, l'armée nigériane affirme avoir repoussé à Konduga une offensive des islamistes sur Maiduguri, et revendique la mort d'une centaine d'insurgés.
Boko Haram reprend l'offensive et le 13 novembre les djihadistes prennent les villes de Gombi et de Hong dans l'État d'Adamawa et Chibok, dans l'État de Borno,. Les trois villes sont reprises par l'armée nigériane entre le 16 et le 19 novembre,.
Le 24 novembre, Boko Haram s'empare de la ville de Damasak, située sur la frontière avec le Niger. L'assaut fait plusieurs dizaines de morts et entraîne la fuite de près de trois mille personnes vers le Niger.
Le 1er décembre, le groupe est repoussé à Damaturu, où les combats font au moins 150 morts, en majorité des civils.
Le 3 janvier 2015, l'armée nigériane subit un grave revers lorsque Boko Haram prend d'assaut la base de Baga, quartier-général de la Force multinationale mais où seuls des soldats nigérians étaient postés. Le 7, les djihadistes incendient totalement seize villes et villages des rives du Lac Tchad, dont les villes de Baga et Doron Baga,. Plus de 11 000 civils fuient au Tchad et 20 000 trouvent refuge à Maiduguri. Selon les estimations, plusieurs dizaines à 2 000 habitants sont également massacrés.
Face à ces attaques de plus en plus violentes, l'armée nigériane est alors régulièrement critiquée quant au peu de combativité dont elle ferait preuve face aux islamistes. Réunis au Niger à la fin du mois de janvier, treize pays africains et non-africains participent à une réunion consacrée à la lutte contre le groupe djihadiste, mais peinent à organiser une riposte coordonnée.
Le 25 janvier, Boko Haram attaque simultanément Maiduguri et Monguno, les djihadistes sont repoussés dans la première ville mais s'emparent de la seconde.

### Intervention militaire tchadienne au Nigeria en 2015
En février, l'armée tchadienne intervient au Nigeria et remporte une série de victoires contre les djihadistes. Le 29 et le 30 janvier, à la bataille de Bodo, au Cameroun, elle affronte Boko Haram pour la première fois, puis le 3 février elle s'empare de Gamboru. L'armée nigérienne se retrouve également confrontée à Boko Haram après plusieurs mois de face à face tendu le long de la frontière. Les djihadistes attaquent le Niger à Diffa et Bosso mais les Nigériens, soutenus par les Tchadiens, repoussent leurs assauts,.
Boko Haram perd alors les villes conquises, devant les offensives des armées nigérianes, tchadiennes et nigériennes. Monguno est reprise le 16 février, puis Baga le 21 février, Dikwa le 2 mars, Bama le 12 ou 14 mars,, Damasak (en) le 17 mars, Gachagar le 26 mars, Gwoza le 27 mars et Malam Fatori le 30 mars.
Le 25 avril 2015, au moins une cinquantaine de soldats nigériens sont tués dans l'attaque par Boko Haram d'une position de l'armée nigérienne sur le lac Tchad.
Après plusieurs mois d'interventions militaires tchadiennes et nigériennes et de contre-offensives nigérianes, Boko Haram est lourdement affaibli et a perdu l'essentiel de ses conquêtes de 2014. Le groupe subsiste cependant dans la forêt de Sambisa, dans les Monts Mandara, à la frontière camerounaise, et dans les îles du Lac Tchad. Repoussé dans ces quelques sanctuaires, le groupe, devenu officiellement la « Province d'Afrique de l'Ouest » de l'État islamique, retourne à la guérilla et poursuit sa campagne de terreur,.

### Incursions de Boko Haram au Cameroun
Tout au long de l'année 2014, Boko Haram est régulièrement entré au sein du territoire camerounais, à la frontière nord, pour y effectuer de légères démonstrations de forces (vol de bétail, destruction de récoltes) puis disparaitre aussitôt.
Le 20 décembre 2014, le Cameroun déclare avoir démantelé un camp djihadiste le 20 décembre, capturé 45 instructeurs, tué « un nombre plus important encore » et récupéré 84 enfants âgés de 7 à 15 ans qui étaient entraînés sur place.
L'armée camerounaise et Boko Haram s'affrontent pour la première fois le 2 mars 2014, lors d'un combat à Fotokol. À la fin du mois de mai, le Cameroun déploie 3 000 soldats pour protéger l'extrême nord de son territoire des incursions djihadistes. Dans les mois qui suivent, les forces de Boko Haram lancent plusieurs assauts contre les positions des militaires sur la frontière camerounaise, notamment à Fotokol, théâtre de plusieurs combats. Les autres affrontements principaux ont lieu à Tourou le 7 juin, Bargaram les 24 et 25 juillet, Amchidé et Limani les 15 et 16 octobre, Amchidé le 17 décembre, Achigachia le 29 décembre et Kolofata, le 12 janvier 2015. Le 29 et le 30 janvier 2015, Boko Haram s'oppose pour la première fois à l'armée tchadienne. Cependant toutes les offensives djihadistes sont repoussées avec de lourdes pertes,,.
Le 18 janvier 2015, Boko Haram enlève 60 personnes dans l'arrondissement de Mokolo, à l'extrême-nord du Cameroun. Le lendemain, l'armée camerounaise libère 24 otages parmi les 60 enlevés de la veille. Le 3 juillet 2015, le Président Paul Biya reçoit son homologue français François Hollande. Le Cameroun et la France conviennent d'un renforcement de la coopération en matière de lutte anti-terroriste entre les deux pays.

### Enlèvement de collégiennes à Dapchi en 2018
Le 19 février 2018, 110 collégiennes sont enlevées à Dapchi (Nigeria) par des membres d'une faction de Boko Haram, ce qui est confirmé par le gouvernement le 25 février. Elles finiront par être ramenées dans leur village le 21 mars 2018.

### Défaites de Boko Haram contre l'État islamique en 2021
En mai 2021, l'État islamique en Afrique de l'Ouest attaque les forces de Boko Haram dans la forêt de Sambisa. Lors des combats qui suivent, Abubakar Shekau se retrouve cerné et se suicide après avoir refusé de se rendre.
Après cette défaite, des milliers de personnes se rendent aux autorités nigérianes. À la mi-octobre, l'armée annonce que : « jusque-là, un total de 13 243 terroristes et leurs familles, comprenant 3 243 hommes, 3 868 femmes et 6 234 enfants se sont rendus à nos troupes à travers tout le Nord-Est ».
La forêt de Sambisa et les territoires insurgés au Cameroun passent alors sous le contrôle de l'État islamique. Boko Haram ne parvient à opposer une résistance effective que dans certaines zones du lac Tchad, sous la direction de son nouveau chef : Ibrahim Bakoura, aussi appelé Bakoura Doro ou Bakoura Buduma,. Fin septembre, Boko Haram s'empare de l'île Kirta Wulgo de Kirta Wulgo, lors de combats qui auraient fait une centaine de morts, mais l'État islamique reprend possession de l'île quelques jours plus tard,.

## Commandement
Depuis la mort de son fondateur Mohamed Yusuf en 2009, l'organisation est dirigée par Abubakar Shekau. On ne connaît pas le nombre précis de combattants dont dispose le mouvement. En 2014, les estimations sur les forces de Boko Haram vont de 6 000 à 30 000 combattants, la plupart issus de l'ethnie Kanouri,,,,. Le mouvement serait dirigé par un Conseil de la Choura d'une trentaine de membres. Selon un rapport du département de la sécurité intérieure des États-Unis, cette structure est propice à la division et ne fournit pas de garantie lorsque quelqu'un prétend parler au nom du groupe. De plus, Abubakar Shekau ne s'entourerait que de quelques chefs de factions et ne maintiendrait que très peu de contacts avec les combattants sur le terrain.
Le 7 mars 2015, Abubakar Shekau annonce prêter allégeance à Abou Bakr al-Baghdadi, calife de l'État islamique. Le 12 mars, l'EI déclare accepter l'allégeance de Boko Haram.
Selon les déclarations en juin 2016 du général Thomas Waldhauser (en), chef des forces américaines en Afrique, la moitié des membres de Boko Haram auraient fait scission et n'obéiraient plus à Abubakar Shekau. Ils reprocheraient à ce dernier de ne pas suivre les consignes de l'État islamique, notamment d'être resté sourd aux exigences de l'EI de mettre fin aux attentats-suicides commis par des enfants,.
Le 2 août, l'État islamique présente Abou Mosab al-Barnaoui, comme le Wali et chef de ses forces en Afrique de l'Ouest. Shekau répond le 3 août dans un communiqué audio dans lequel il refuse sa destitution. S'il reconnaît toujours Abou Bakr al-Baghdadi comme le « calife des musulmans », il critique Abou Mosab al-Barnaoui qu'il qualifie de « déviant » et affirme qu'il a été « trompé » et qu'il ne veut plus « suivre aveuglément » certains émissaires de l'EI : « Par ce message, nous voulons affirmer que nous n'accepterons plus aucun émissaire, sauf ceux vraiment engagés dans la cause d'Allah »,. Selon Romain Caillet, l'État islamique en Afrique de l'Ouest s'est divisé en deux tendances : « Une tendance qui se rallie derrière Abubakar Shekau, qui est la plus dure et une tendance qui va paradoxalement être un peu moins radicale, un peu moins extrémiste et qui est justement cette tendance qui s’est ralliée à l’Etat islamique. C’est-à-dire que contrairement à tout ce qu’on pouvait dire, finalement les partisans de Shekau sont les partisans de la ligne ultra radicale absolue ». La tendance Boko Harama fidèle à Shekau prend le nom de Jamā'at Ahl as-Sunnah lid-Da'wah wa'l-Jihād (JASDJ), tandis que la tendance représentée par al-Barnoui conserve la dénomination ISWAP (Etat islamique en Afrique de l'Ouest).
En mai 2021, l'État islamique en Afrique de l'Ouest attaque les forces de Boko Haram dans la forêt de Sambisa. Lors des combats qui suivent, Abubakar Shekau se retrouve cerné et se suicide après avoir refusé de se rendre.
Bakoura Budum, un des lieutenants de Shekau, prend alors la tête de Boko Haram.

## Effectifs
En 2014, Mathieu Guidère estime que Boko Haram dispose de près de 30 000 hommes. Un rapport du Chatham House évalue de son côté à 8 000 hommes le nombre des combattants du mouvement, tandis que Marc-Antoine Pérouse de Montclos estime leur nombre entre 6 000 et 8 000. Boko Haram dispose de 15 000 hommes selon des chercheurs sud-africains, et de 50 000 sympathisants selon le journaliste nigérian, Ahmed Salkida. Au début de 2015, les effectifs de Boko Haram sont estimés entre 4 000 et 6 000 hommes selon les Américains, 6 000 à 7 000 selon les Français et 13 000 à 15 000 d'après les Camerounais, cependant selon un officier français du renseignement, il s'agit d'une estimation « au doigt mouillé »,,. En juin 2016, la CIA estime à 7 000 le nombre des djihadistes de Boko Haram.
En 2018, le Combating Terrorism Center (en) estime que la faction d'Abou Mosab al-Barnaoui compte 3 500 à 5 000 combattants et celle d'Abubakar Shekau environ 1 000 combattants,. Début 2019, pour Vincent Foucher, chercheur au CNRS, indique que d'après des sources sécuritaires, la faction d'al-Barnaoui compterait 2 500 à 5 000 hommes et celle de Shekau environ 2 000. D'autres sources font état d'environ 13 000 hommes pour la faction de Barnaoui en 2019.
Le mouvement recrute souvent de force, notamment en menant des raids contre des villages pour rafler des habitants. Certaines femmes sont utilisées comme kamikazes et les jeunes garçons sont enrôlés comme enfants-soldats ; 83 enfants — 55 filles, 27 garçons et un bébé — ont notamment été utilisés comme bombes humaines durant les huit premiers mois de l'année 2017.

## Financement
Initialement, Boko Haram est financé par des politiciens de Maiduguri, et notamment par Ali Modo Sheriff (en), gouverneur de l'État de Borno de 2003 à 2011, qui cherche en 2005 à obtenir l'aide électorale du groupe de Mohamed Yusuf,. Après le début de l'insurrection armée, Boko Haram taxe les populations locales et gère divers trafics, comme de la contrebande de poissons séchés, revendus sur les marchés dans le nord du Nigeria. Les djihadistes razzient aussi le bétail des éleveurs. Localement, ils capturent régulièrement des otages qui sont libérés contre rançons, à partir de 2013 Boko Haram revendique ses premiers enlèvements d'Occidentaux. Au début des années 2010, il reçoit une aide financière d'AQMI. La corruption de l'armée nigériane bénéficie également à Boko Haram, entre mai 2015 et avril 2016 une quinzaine d'officiers supérieurs et généraux sont poursuivis et condamnés pour avoir vendu de l'armement et des informations au groupe djihadiste.

## Communication
Pendant plusieurs années, la communication de Boko Haram demeure archaïque, le groupe diffuse des vidéos de qualité médiocre, transmises par clés USB ou par cassettes à l'AFP.
Vers le début de 2015 cependant, alors que Boko Haram s'apprête à faire allégeance à l'État islamique, la communication de l'organisation djihadiste se modernise. Elle se dote d'un compte Twitter et d'une branche médiatique, Al-Urwa al-Wuthqa (« L'anse la plus solide »). Le 21 février, Boko Haram diffuse notamment une vidéo de propagande bien supérieure techniquement à celles réalisées par le passé, qui s'inspire des films de l'EI, dont elle reprend les codes et les hymnes,,,. Après l'allégeance de Boko Haram à Abou Bakr al-Baghdadi, l'État islamique prend en main la communication, ce qui « démultiplie la force de frappe médiatique de Boko Haram » selon Romain Caillet.
A contrario, le 12 mai 2020, l'Agence française de développement finance, à hauteur de 1,25 million d'euros, Radio Ndarason internationale, une radio de la région du lac Tchad, dans le but d'apaiser cette région meurtrie après l'insurrection de Boko Haram.

## Exactions, massacres, attentats et enlèvements
Boko Haram est un groupe armé particulièrement violent. En 2014, le Centre international d'études sur la radicalisation et la violence politique (ICSR) le qualifie de « groupe le plus féroce du monde ». Selon Bertrand Monnet, « à côté de Boko Haram, AQMI, le Mouvement pour l'unicité et le jihad en Afrique de l'Ouest (MUJAO) ou Ansar Eddine sont des agneaux. Les terroristes de Boko Haram sont des barbares : ils tuent des centaines de personnes toute l'année, mitraillent des églises, lancent des grenades pendant les offices et font des raids dans les villages chrétiens qu'ils transforment en Oradour-sur-Glane. Ce qui déclenche d'ailleurs des représailles contre des musulmans ». Pour autant, la cible prioritaire du mouvement reste les musulmans "tièdes" selon ses propres termes : les victimes de la secte sont à 90 % musulmans. Les djihadistes frappent les populations des villages où sont constituées des milices d'autodéfense.
Les principaux massacres et attentats commis par Boko Haram sont ceux de Damaturu (150 morts le 4 novembre 2011), Kano (150 morts le 20 janvier 2012), Benisheik (161 morts le 18 septembre 2013), Izghe (environ 170 morts le 15 février 2014), Gamboru Ngala (336 morts le 5 mai 2014), Jos (au moins 118 morts le 20 mai 2014), Goshe, Attagara, Agapalwa et Aganjara (100 à 500 de morts le 3 juin 2014), Gwoza (600 morts le 6 août 2014), Damboa (plus de 100 morts la nuit du 17 au 18 juillet 2014), Kano (120 morts le 28 novembre 2014), Kukawa (environ 100 morts le 1er juillet 2015), Kukuwa-Gari (50 à 160 morts le 13 août 2015) et Maiduguri (117 morts le 20 septembre 2015). Selon Amnesty International, le massacre de Baga commis du 3 au 7 janvier 2015 fait de plusieurs centaines à peut-être 2 000 morts et serait le massacre « le plus meurtrier de l'histoire de Boko Haram ».
Boko Haram, qui peut être traduit par « l'éducation occidentale est un péché » en haoussa, cible particulièrement les lycées et les écoles où est dispensé un enseignement jugé trop occidental par les islamistes. À plusieurs reprises, les djihadistes attaquent des établissements scolaires, massacrant professeurs et lycéens comme à Mamudo, Gujba ou Buni Yadi entre 2013 et 2014. Selon le gouverneur de l'État de Borno, 176 enseignants ont été tués par Boko Haram dans cet État entre 2011 et juillet 2014. D'après Human Rights Watch, de 2009 à 2015, 910 écoles ont été détruites, 1 500 ont dû fermer, 611 enseignants ont été assassinés, 19 000 autres se sont enfuis, des centaines d'élèves ont été enlevés et près d'un million d'enfants ont été privés d'enseignement. Si les lycéennes ne sont pas tuées, elles sont souvent enlevées pour être mariées de force à des djihadistes. Une vingtaine est ainsi enlevée le 11 février 2014, lors du massacre de Konduga. Au 1er juillet 2015, Amnesty International estime que plus de 2 000 femmes ou fillettes ont été enlevées. À cette date, beaucoup d'entre elles sont enceintes, mais ne peuvent avorter en raison de l'application de la Charia. Le Haut-Commissariat des Nations unies aux droits de l'homme demande officiellement à l’État nigérian qu'il autorise ces femmes victimes de viols de la part des islamistes à pouvoir avorter. Le rapt le plus important a lieu le 14 avril 2014 à Chibok, où 276 lycéennes âgées de 12 à 17 ans sont capturées lors d'un raid sur la ville (53 d'entre elles parviennent à s'échapper dans les trois semaines qui suivent selon la police nigériane),,,,. Le 5 mai, ce rapt est revendiqué par Abubakar Shekau, qui déclare : « J'ai enlevé les filles. Je vais les vendre sur le marché, au nom d'Allah. [...] J'ai dit que l'éducation occidentale devait cesser. Les filles, vous devez quitter (l'école) et vous marier ». Les ravisseurs postent à nouveau une vidéo des filles enlevées restantes sur la plateforme YouTube en août 2016.

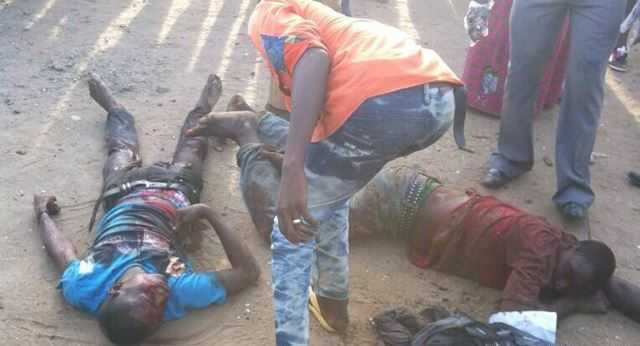
Attentat à Nyanya par Boko Haram le 14 avril 2014.

Des exactions sont également commises par Boko Haram, au nord du Cameroun. Le 11 mars 2014, des hommes armés enlèvent Abakoura Ali, chef traditionnel du village de Ngoumouldi, après avoir également enlevé son fils, encore enfant, cinq jours plus tôt. Leurs deux corps sont retrouvés décapités le 13 mars, en territoire nigérian. Selon un policier de Kerawa, ville située à la frontière du Nigeria, une cinquantaine de Camerounais ont été assassinés dans les environs de la ville,. Selon Amnesty International, les attentats de Boko Haram au Cameroun font 486 morts de juin 2015 à juin 2016.
Selon Human Rights Watch, environ 6 000 civils sont tués par les hommes de Boko Haram de 2009 à 2014. Le 15 juillet 2014, Human Rights Watch déclare avoir comptabilisé 95 attaques commises par Boko Haram lors des six premiers mois de l'année 2014, elles ont causé la mort d'au moins 2 053 civils, dont 1 446 dans l'État de Borno. L'ONG évalue par la suite à au moins 3 750 le nombre des victimes pour l'ensemble de l'année 2014 et le 26 mars 2015, elle affirme qu'au moins 1 000 civils ont été massacrés par le groupe depuis le début de l'année,. À la date du 14 avril 2015, Amnesty International estime que 5 500 civils ont été tués par Boko Haram en 2014 et au début de 2015,. Le 1er octobre 2015, cette même ONG affirme que 3 500 civils ont été tués par Boko Haram depuis le début de l'année 2015, dont 1 600 depuis juin.
L'année 2015 est encore plus meurtrière. L'ONG britannique Action on Armed Violence (AOAV, Action contre la violence armée) recense 84 attaques commises par Boko Haram au Nigeria pendant l'année 2015, qui ont causé la mort de 3 048 personnes, dont 96 % de civils. AOAV recense également 923 morts ou blessés dans les attaques au Tchad et au Cameroun. L'ONG note une augmentation de 190 % du nombre des morts et des blessés par rapport à 2014 et de 167 % pour le nombre des attentats-suicides.
Selon Amnesty International, la FIDH et Human Rights Watch, les exactions commises par Boko Haram relèvent du crime de guerre et du crime contre l'humanité,.
En 2017, en janvier l'armée de l'air nigérienne a bombardé par erreur un camp de réfugiés à Rann (District de Kala-Balge) en le confondant avec une enclave de Boko Haram. Le décompte des victimes varie, mais plus de 90 civils et travailleurs humanitaires y auraient été tués. Les suicides sont fréquents et la pauvreté, le manque d’éducation et le désespoir persistant dans le nord risquent d’encore alimenter Boko Haram en recrues.

Dans les terrains reconquis du nord-est par l'armée nigériane (Monguno par exemple), après de plus de 8 ans de terreur imposée par Boko Haram les fermes ont disparu, et ne subsistent souvent que les restes carbonisés d’anciens villages. Selon John Agbor (responsable de la santé de l'UNICEF pour le Nigeria à Abuja), les premiers travailleurs humanitaires revenus sur place ont été choqués par ce qu'ils ont vu: des millions de malades dont la santé est aggravée par un début de famine, des quantités de tombes fraîches qui laissent penser qu’un grand nombre de personnes sont mortes. Il estime que dans les 3 États concernés 8,5 millions de personnes ont besoin d'aide humanitaire. plus de 5 millions de personnes souffrent de malnutrition, un demi-million d'enfants sont tellement sous-nutris que, sans traitement rapide plus de 75 000 mourront entre avril et juin 2017 selon le Bureau de coordination des affaires humanitaires (OCHA) de l'ONU. Environ 1,8 million de personnes ont été déplacées dont plus de 50 % sont des enfants. Dans l’État le plus touché (Borno), 1,2 million ont regagné la capitale Maiduguri y doublant la population en quelques mois, s’entassant dans des abris de fortune, souvent presque sans nourriture, eau ni assainissement, ce qui risque de favoriser les épidémies. En mars-avril 2017, la mortalité infantile dépasse de «deux, trois, quatre fois» le seuil d'urgence, selon Marco Olla, pédiatre de Médecins Sans Frontières (MSF) à Paris. Le paludisme cause de plus de 50 % des décès de malades, mais en 2017 les infections respiratoires aiguës et la diarrhée gagnent du terrain. La polio supposée éradiquée en Afrique est réapparu (quatre enfants paralysés détectés ; et des analyses génétiques montrent que le virus a circulé à Borno sans être détecté durant 5 ans au moins, justifiant la relance en mars 2017 par le GPEI de sa plus grande campagne de vaccination synchronisée, visant plus de 116 millions d'enfants dans 13 pays d'Afrique de l'Ouest et du Centre).
Jorge Castilla, du programme d'urgence sanitaire de l'OMS estime qu’il s’agit d’une des pires catastrophes humanitaires d’Afrique, bien que peu médiatisée et les Nations-Unies sur les 484 millions de dollars demandés pour les trois États en 2016 n’en ont reçu que 54 %, le déficit le pire touchant les programmes de santé qui n’ont obtenu que 22 % des besoins en 2016. Pour 2017 la demande de l’ONU a doublé (1 milliard de dollars).

## Otages étrangers

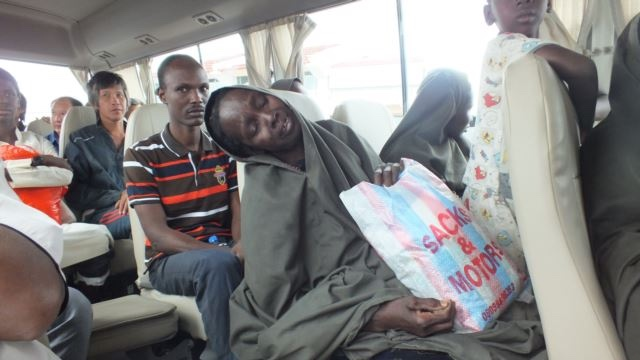
27 otages de Boko Haram, dont 17 Camerounais et 10 Chinois, peu après leur libération le 11 octobre 2014.

Le premier enlèvement de ressortissants occidentaux revendiqué par Boko Haram a lieu le 19 février 2013. Ce jour-là une famille française est enlevée au parc national de Waza dans le nord du Cameroun, elle est ensuite conduite au Nigeria. Les otages sont : Tanguy Moulin-Fournier, 40 ans, cadre de GDF Suez, son épouse Albane, 40 ans, leurs quatre fils âgés de 5 à 12 ans, et Cyril, le frère de Tanguy,. L'enlèvement est revendiqué dans une vidéo publiée le 25 février par Boko Haram. Les islamistes réclament la libération de combattants, de femmes et d'enfants détenus par le Nigeria et le Cameroun,. Le 21 mars, une seconde vidéo est rendue publique par Boko Haram, Abubakar Shekau, le chef du mouvement déclare : « Nous sommes fiers d'affirmer que nous retenons les sept otages français. Nous les retenons parce que les autorités nigérianes et camerounaises ont arrêté des membres de nos familles, qu'ils les brutalisent et que nous ne savons rien de leurs conditions d'emprisonnement. Nous affirmons au monde que nous ne libérerons pas les otages français tant que nos familles sont emprisonnées. La force ne servira pas à les libérer, nous sommes prêts à nous défendre avec force ». Les négociations sont menées essentiellement par le gouvernement camerounais. La famille est libérée le 19 avril 2013, lors d'un échange de prisonniers, 10 ou 12 personnes auraient été relâchées en contrepartie. Selon iTélé, qui cite des sources opérationnelles locales, sept millions de dollars auraient été versés pour la libération des otages. Ils auraient pu être versés directement sur les fonds du président camerounais Paul Biya ou par le groupe GDF-Suez. Cette information est cependant démentie par le Premier ministre français Jean-Marc Ayrault.
Dans la nuit du 13 au 14 novembre 2013, le père Georges Vandenbeusch, un prêtre catholique français de 42 ans, est enlevé à Nguetchewé, au nord du Cameroun. Quelques jours plus tard, son enlèvement est revendiqué par Boko Haram. Il est libéré le 31 décembre 2013,,. Boko haram déclare alors à l'AFP n'avoir reçu aucune rançon et affirme que : « La direction a décidé de libérer le prêtre par compassion. Le prêtre a offert ses services médicaux à des membres [du groupe] malades pendant sa période de captivité. La direction a senti qu'il n'y avait plus besoin de le garder. » Ces propos sont cependant contestés par Georges Vandenbeusch, qui déclare : « Je ne suis ni infirmier ni médecin. S'ils m'avaient amené quelqu'un à soigner avec une hémorragie, j'aurais fait ce que je pouvais, mais ils ne l'ont pas fait. Ils n'ont de compassion pour personne ».
Dans la nuit du 4 au 5 avril 2014, à Tchère, à environ 20 kilomètres de Maroua, située à l'extrême nord du Cameroun, deux prêtres italiens, Giampaolo Marta et Gianantonio Allegri, et une religieuse canadienne, Gilberte Bussier, sont enlevés par des hommes armés. Boko Haram est soupçonnée mais ne revendique pas l'enlèvement. Les trois religieux sont finalement relâchés la nuit du 31 mai au 1er juin 2014.
La nuit du 16 au 17 mai 2014, des islamistes transportés par cinq véhicules attaquent un camp de travailleurs du secteur routier, près de Waza, au nord du Cameroun. Un civil chinois est tué, et 10 autres sont enlevés par les assaillants. Ils seront finalement relâchés le 11 octobre, en même temps que 17 prisonniers camerounais capturés le 27 juillet lors du combat de Kolofota.
Le 16 juillet 2014 un Allemand est enlevé à Gombi, dans l'État d'Adamawa, par une vingtaine d'hommes armés. Sa capture est revendiquée le 31 octobre par Boko Haram. Le 21 janvier 2015, le Cameroun annonce que l'otage allemand a été libéré à la suite d'une opération spéciale de son armée et ses alliés.

## Désignation comme organisation terroriste
- Nouvelle-Zélande : 20 août 2012
- Royaume-Uni : juillet 2013
- États-Unis : 14 novembre 2013
- Canada : 24 décembre 2013
- ONU : 22 mai 2014
- Union européenne : 29 mai 2014[204]
- Australie : 26 juin 2014
- Émirats arabes unis : 15 novembre 2014

### Documentaires
- Boko Haram, les origines du mal, réalisé par Xavier Muntz, 2016. Vidéo sur ARTEplus7

### Vidéographie
- [vidéo] Les preuves des crimes de guerre commis par Boko Haram au Nigeria, France Info, 25 juin 2015.
- [vidéo] Comprendre la menace de Boko Haram en 5 minutes, le monde.fr, 27 janvier 2015.